# Domitius Ulpianus
Domitius Ulpianus (circa 170 — 223) was een beroemd Romeins jurist uit Tyrus.
Hij bekleedde verscheidene — belangrijke — functies in de keizerlijke administratie en werd vermoedelijk in 223 vermoord. Van hem is veel bewaard gebleven dankzij de verschillende codices die we nog bezitten. Ongeveer een derde van de Digesta (Digesten) (zie ook Corpus Iuris Civilis), een uit de werken van de klassieke Romeinse juristen samengesteld rechtsboek, bestaat uit fragmenten van zijn werk. Ook in de Fragmenta Vaticana, de Collatio, de Scholia Sinaitica, enzovoort (zie ook Juridica anonyma) vinden we fragmenten uit zijn werken terug. We vinden van hem commentaren op wetteksten en edicten, disputaties (Disputationes), adviezen (Responsa), instituten (Institutiones), monografieën (onder andere over de plichten van ambtenaren) en notities (Notae).

## Nederlandse vertaling
- Ulpianus, Papinianus en kleinere fragmenten, vertaald door J.E. Spruit en K.E.M. Bongenaar (Het Erfdeel van de Klassieke Romeinse Juristen, 3), Zutphen, Walburg Pers, 1986, p. 12-75. - vooral Tituli (p. 12-61).

## Beknopte bibliografische referentie
- P. De Rynck - A. Welkenhuysen, De Oudheid in het Nederlands.  Repertorium en bibliografische gids voor vertalingen van Griekse en Latijnse auteurs en geschriften, Baarn, 1992, p. 376 (= 1993). ISBN 90-263-1098-6